# Pseudomma calmani
Pseudomma calmani är en kräftdjursart som beskrevs av O. Tattersall 1955. Pseudomma calmani ingår i släktet Pseudomma och familjen Mysidae. Inga underarter finns listade i Catalogue of Life.